# NGC 6791
NGC 6791 (другое обозначение — OCL 142) — рассеянное скопление в созвездии Лира.
Этот объект входит в число перечисленных в оригинальной редакции «Нового общего каталога».

## Характеристики
Скопление было открыто Фридрихом Августом Теодором Виннеке в 1853 году. Его возраст составляет примерно 8 миллиардов лет, отношение количества железа к водороду превышает характерное для Солнца более чем вдвое. Это одно из самых старых и богатых металлами скоплений в Млечном Пути (хотя обычным для таких старых скоплений является крайне малое количество тяжёлых элементов). Это, а также необычно большое количество звёзд в скоплении, делают NGC 6791 одним из самых изученных звёздных скоплений.
Среди самых тусклых звёзд скопления есть группа белых карликов, возраст которых составляет 6 миллиардов лет, и другая группа, возраст которой составляет 4 миллиарда лет. Возрасты этих групп выделяются из характерного для скопления в целом возраста 8 миллиардов лет.